# Phyllogomphoides lieftincki
Phyllogomphoides lieftincki är en trollsländeart som först beskrevs av Belle 1970.  Phyllogomphoides lieftincki ingår i släktet Phyllogomphoides och familjen flodtrollsländor. Inga underarter finns listade i Catalogue of Life.